# Bombo (rivière)
Pour les articles homonymes, voir Bombo.
La Bombo est une rivière du Congo-Kinshasa et forme la rivière Maï Ndombe à sa jonction avec la rivière Lumene dans la partie rurale de la ville-province de Kinshasa. 